# Jiangxisaurus ganzhouensis
Jiangxisaurus ganzhouensis es la única especie conocida del género extinto Jiangxisaurus de dinosaurio terópodo oviraptórido que vivió a finales del período Cretácico, hace aproximadamente entre 72 a 66 millones de años, durante el Maastrichtiense, en lo que es hoy Asia.

## Descripción
El oviraptórido más parecido es Heyuannia, aunque los descriptores no hicieron un análisis cladístico, pero con garras anteriores más curvadas y una mandíbula más delgada y frágil. El espécimen holotipo HGM41-HIII0421 consiste en un cráneo incompleto, una mandíbula inferior, ocho vértebras cervicales, tres vértebras dorsales, nueve vértebras caudales, una faja pectoral casi completa, dos cheurones, el miembro anterior izquierdo, ambas placas esternales, cuatro costillas esternales, nueve costillas dorsales y una faja pélvica parcialmente conservada. El cráneo mide 150 milímetros de largo y parece ser un subadulto. La mandíbula de Jiangxisaurus no tiene dientes y tiene una relación altura-longitud de alrededor del 20%. El radio es de 96 milímetros de longitud y es un 30% más corto que la longitud del húmero de 136 milímetros. La mano es tridáctila, lo que significa que tiene tres dedos, el primer dígito es robusto, el segundo es alargado y el tercer dígito es delgado.

## Descubrimiento e investigación
La especie tipo es Jiangxisaurus ganzhouensis. Sus restos fósiles, el holotipo, HGM41HIII0421, consisten en un esqueleto parcial con parte del cráneo y la mandíbula de un ejemplar inmaduro encontrada en la formación Nanxiong, provincia de Jiangxi, China. Este hallazgo es paleontológicamente significativo porque contribuye al conocimiento actual sobre la distribución paleogeográfica de oviraptorides en el sur de China. Jiangxisaurus fue descrito y nombrado por Wei Xuefang, Pu Hanyong, Xu Li, Liu Di, y Lü Junchang en 2013 y la especie tipo es jiangxisaurus ganzhouensis . El nombre del género, Jiangxisaurus, se refiere a la provincia de Jiangxi del sur de China. El nombre específico J. ganzhouensis se deriva de Ganzhou, la localidad donde se descubrió el espécimen.
Según Wei et al. en 2013, Jiangxisaurus era un dinosaurio oviraptórido de tamaño mediano, caracterizado por los siguientes caracteres únicos, la presencia de una sínfisis mandibular débilmente hacia abajo, un hueso suprangular con una superficie lateral alargada y cóncava, una mandíbula muy alargada, con una relación altura-longitud de aproximadamente el 20% y una relación de longitud de radio a longitud de húmero de aproximadamente el 70%.

## Clasificación
Jiangxisaurus fue asignado al taxón Oviraptoridae. Este género comparte varios rasgos con otros oviraptóridos, incluido un cráneo estrecho y corto con una mandíbula sin dientes y vértebras cervicales anteriores con pleurocoelos. A diferencia de sus parientes más cercanos, Jiangxisaurus tiene una mandíbula alargada y una curva menos pronunciada hacia abajo en su mandíbula inferior.

## Paleoecología
El único espécimen conocido de este género fue recuperado en la localidad de Nankang de la formación Nanxiong en la ciudad de Ganzhou, provincia de Jiangxi, China. El espécimen se recolectó en sedimentos de arenisca roja que se depositaron durante la etapa Maastrichtiense del Cretácico, hace aproximadamente 72 a 66 millones de años. El espécimen tipo se encuentra actualmente en el Museo Geológico de Henan. La Formación Nanxiong consiste en una secuencia de areniscas y arcillas de 2000 metros que ha dado lugar a fósiles de dinosaurios, huellas de dinosaurios y abundantes cáscaras de huevo. Jiangxisaurus compartió su ambiente paleoambiental con el saurópodo Gannansaurus, el pico de pato Microhadrosaurus, el tericinosauriano Nanshiungosaurus, el tiranosáurido Tarbosaurus y otros dos oviraptosaurianos, Banji y Ganzhousaurus .